# 讀通鑑論
《讀通鑑論》是明末清初大儒王夫之閱讀《資治通鑑》及历史的議論。书成于王夫之晚年，盖读史有感，随事触发，初无意于为文，故每篇皆不立题目；而于上下古今兴亡得失之故，制作轻重之原，均有论列。全書30卷，包括秦1卷，西汉4卷，东汉4卷，三国1卷，晋4卷，宋、齐、梁、陈、隋各1卷，唐8卷，五代3卷，另附《叙论》四篇为“卷末”，約六十餘萬字。

《读通鉴论》每卷之中，以朝代为别，每代之中，以帝王之号为别；

康熙二十六年（1687年），王夫之從69歲開始執筆，“贫无书籍纸笔，多假之故人门生，书成因以授之”，直到康熙三十年（1691年）逝世前完成，用意在於“推本得失之原”，“立一成之型”。在四庫全書中為史部史評類。
目前中华书局所刊印的《读通鉴论》采用曾国藩金陵刻本为底本。

## 內容主旨
《讀通鑑論》見解獨特，否定了宋、明理學家所推崇的“三代盛世”的看法，王夫之在《讀通鑑論》中指出唐虞以前完全處於未開化的野蠻部落，三代則是“沿上古之封建，國少而君多……無異于今川、廣之土司，吸齕其部民，使鵠面鳩形，衣百結而食草木”，生產落後，生活艰苦，隨著歷史不斷的進化，“世益降，物益备”。秦代以下，郡縣制“垂二千年而弗能改矣，合古今上下皆安之，勢之所趨，豈非理而能然哉？”“理势合一”、“理因乎势”。
《读通鉴论》還指出“生有生之理，死有死之理，治有治之理，乱有乱之理，存有存之理，亡有亡之理。天者，理也，其命，理之流行者也……。违生之理，浅者以病，深者以死。人不自知而自取之，而自昧之……夫国家之治乱存亡，亦如此而已矣。”
同時《讀通鑑論》還非議正統史觀，所謂“统者，合而不离，续而不绝之谓也”。無所謂正統不正統的問題，所論當力求安於心，“求順於理，求適於用。”